# Jacobello del Fiore

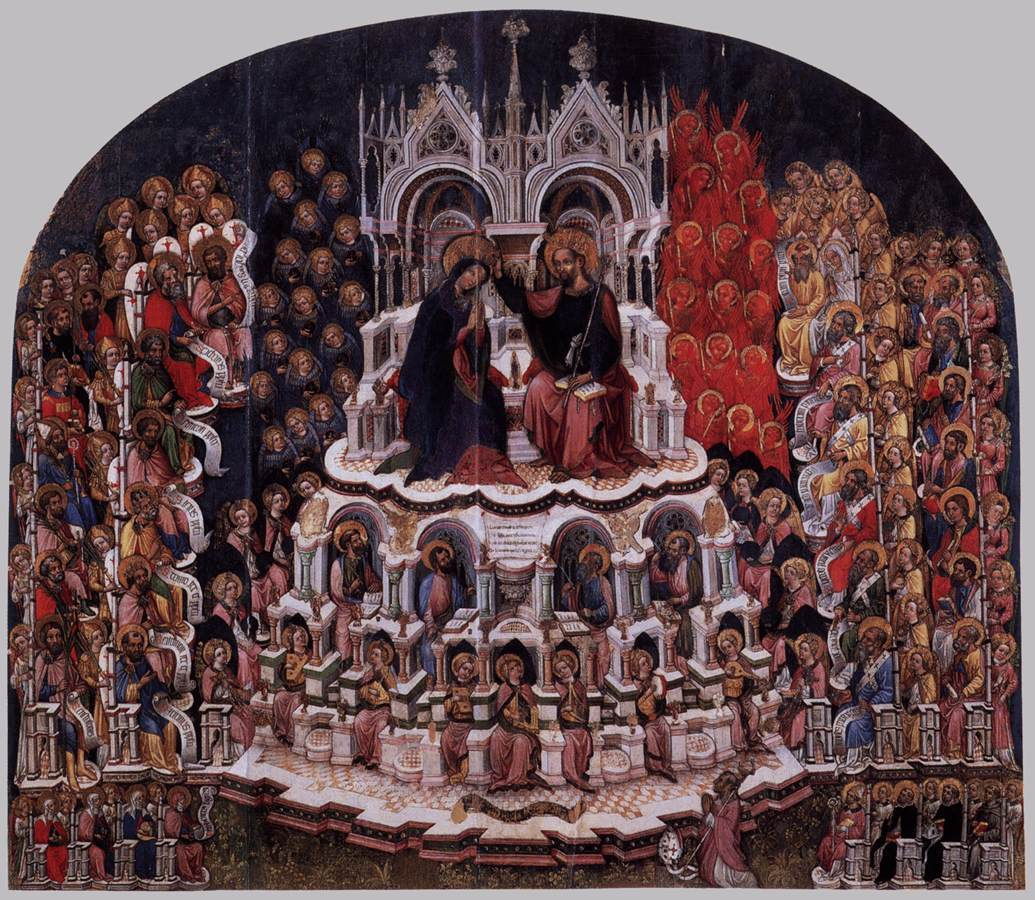
Koronacja Dziewicy Marii, Galería de la Academia de Venecia, Wenecja

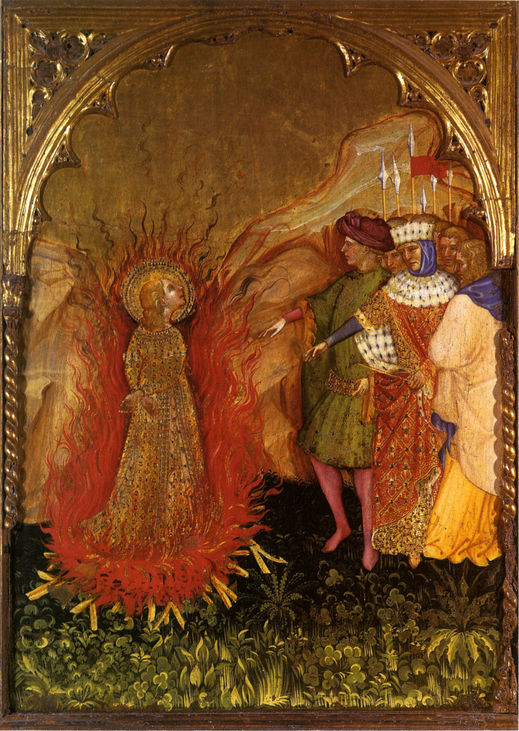
Święta Łucja na stosie, Pinacoteca Civica, Fermo

Jacobello del Fiore (ur. ok. 1370, zm. 1439) – wenecki malarz działający w okresie późnego gotyku w Wenecji. Był synem i uczniem malarza Francesco del Fiore. Jednym z jego uczniów był Carlo Crivelli.
Jacobello w swej pracy twórczej wyłamał się z tradycji sztuki bizantyńskiej, choć nadal miała ona wyraźny wpływ na tworzone dzieła. Jego styl zaliczany jest do gotyku międzynarodowego. Jacobello del Fiore za swą pracę otrzymywał pokaźnie wynagrodzenie od Republiki Weneckiej tworząc dla takich instytucji jak np. Pałac Dożów. Był utalentowanym artystą, a jego prace wpłynęły na takich młodych artystów jak Michele Giambono.

## Twórczość
- Błogosławiona Michalina pośród świętych Hieronima, Jakuba Większego, Piotra, Pawła, Antoniego i Mikołaja z Bari (1410, Museo Civico, Pesaro)
- Historia życia Świętej Łucji (ok. 1410, Pinacoteca Civica, Fermo)
  - Święta Łucja przy grobie Świętej Agaty
  - Święta Łucja dająca jałmużnę
  - Święta Łucja wydana przez narzeczonego przed sędzią Pascasio
  - Święta Łucja na stosie
  - Święta Łucja ciągnięta przez woły do zamtuza
  - Święta Łucja ścięta przez kata
  - Święta Łucja ranna przyjmuje Eucharystię
  - Pogrzeb Świętej Łucji
- León de San Marcos (1415, Pałac Dożów (Sala Grimani), Wenecja)
- Matka Boża Miłosierna ze Świętym Janem Chrzciciel i Świętym Janem Ewangelistą (1415-20, Gallerie dell’Accademia, Wenecja)
- Sprawiedliwość między archaniołami Michałem i Gabrielem  (1421, Gallerie dell’Accademia, Wenecja)
- Madonna z Dzieciątkiem (ok. 1425, Museo Correr, Wenecja)
- Madonna z Dzieciątkiem (Fine Arts Museum, San Francisco)
- Chrystus i apostołowie (ok. 1430, Museo Capitolare di Atri, Atri)
- Koronacja Dziewicy Marii (1438, Gallerie dell’Accademia, Wenecja)
- Męczeństwo Świętego Wawrzyńca z dwoma dominikańskimi donatorkami (1439, Rijksmuseum, Amsterdam)
- Poliptyk Teramo (1439, katedra, Teramo)